# Sølvi Wang
Sølvi Wang, född 28 augusti 1929 i Høvik, Bærum, död 31 maj 2011 i Oslo, var en norsk skådespelare, sångare och komiker. Hon var gift med kompositören Egil Monn-Iversen och mor till filmproducenterna Bitte Monn-Iversen och Stein Monn-Iversen.
Wang är dotter till jazzmusikern Yngvar Wang. Redan som barn uppträdde hon som sångare på jazzklubben Regnbuen och i NRK Radio. Hon engagerades till Det norske teatret 1964 och var en av medlemmarna i vokalgruppen The Monn Keys.
I Sverige har hon agerat i teater och revy på scener som Chinateatern, Kungliga Operan, Liseberg och olika folkparker.

## Diskografi (urval)
- 1950 – "Music, Music, Music" (med Arve Opsahl)
- 1950 – "Mitt dumme hjerte" / "Det er det jeg går og drømmer om"
- 1950 – "Mona Lisa" (med Bent Masen och Egil Monn-Iversens orkester)
- 1955 – "Tre små piker i tresko" / "La-la-lu" (med Philips Danseorkester)
- 1955 – "Banjoen er kommet hit igjen" / "Syng og le" (med Arne Bendiksen)
- 1957 – "Skipet skal seile i natt" (med Olle Wester)
- 1962 – "Fattigmannstrøst er å trøste seg sjøl" / "Twist oppi dalom"
- 1967 – "Sussebass" / "Klara og Sara og Trine" (med Kari Diesen och Wenche Myhre)
- 1967 – Tom Lehrer - 12 utvalgte viser (album tillsammans med Ola B. Johannessen)

## Filmografi (urval)
- 1953 – Brudebuketten
- 1954 – Troll i ord
- 1954 – Portrettet
- 1962 – Stackars stora starka karlar
- 1972 – Norska byggklossar
- 1974 – Hur man blir miljonär